# یوانا خاتزیوانو
یوانا خاتزیوانو (یونانی: Ιωάννα Χατζηιωάννου؛ زادهٔ ۲۲ اکتبر ۱۹۷۳) وزنه‌بردار زن اهل یونان بود.